# Niklas Nielsen
Niklas Nielsen, född 27 november 1992, är en svensk fotbollsspelare som spelar för Fortuna FF. Han har tidigare spelat för bland annat Landskrona BoIS. 

## Karriär
Nielsen spelade i Superettan för Landskrona BoIS men fick avsluta karriären efter att korsbandet åkt av tre gånger. Nielsen började dock om igen på lägre nivå och inför säsongen 2020 återvände han till Landskrona BoIS. Efter säsongen 2021 lämnade Nielsen klubben.
Inför säsongen 2022 gick Nielsen till division 4-klubben Fortuna FF, där han fick en roll som spelande assisterande tränare. Nielsen vann skytteligan i division 4 nordvästra Skåne 2022 med 19 gjorda mål på 18 matcher och hjälpte klubben att bli uppflyttade till division 3.